# Castell de Moydrum
El Castell de Moydrum (Irlandès: Caisleán Maigh Droma) és un castell en ruïnes situat a la localitat de Moydrum, Irlanda, a l'est d'Athlone, Comtat de Westmeath.

## Història
Les terres de Moydrum van ser concedides a la família anglesa Handcock, originària de Devon, durant les plantacions de Cromwell d'Irlanda al segle xvii. A partir d'aquell moment la família va esdevenir una de les dinasties de terratinents més destacades de la zona.
Ja en el segle xviii, William Handcock, va exercir com a membre del Parlament (MP), representant a Athlone fins a la dissolució del parlament després de les Actes d'unió de 1800 amb el Regne Unit. Handcock, que en un principi s´havia oposat a la Llei, va canviar d'opinió quan se li va prometre una noblesa si hi votava a favor, creant així la Baronia de Castlemaine el 1812. El baró va decidir crear una casa senyorial adequada a les seves terres a Moydrum, i per això va demanar a l'arquitecte Richard Morrison que remodelés i ampliés una casa existent construïda pels vols de 1750 que pertanyia a la família. El castell gòtic-revivalista resultant es va completar el 1814.
El 3 de juliol de 1921, en el context de la guerra angloirlandesa, una assemblea de membres de l'IRA van incendiar el castell com a represalia a la crema de diverses cases al sud del Comtat de Wesmeath per part de les forces militars britàniques.
Un cop s'establí l'Estat Lliure d'Irlanda, bona part de les terres van ser vengudes per la Comissió de Terres d'Irlanda.

## En la cultura popular
El fotògraf Anton Corbijn va fotografiar Moydrum Castle per a la portada del quart àlbum d'estudi de la banda de rock irlandesa U2, The Unforgettable Fire de 1984 i li va donar un to sèpia. La fotografia, però, era una còpia virtual d'una imatge de la portada d'un llibre de 1980 In Ruins: The Once Great Houses of Ireland de Simon Marsden, pel qual U2 va haver de pagar una compensació. Es va agafar del mateix lloc i va utilitzar la mateixa tècnica de filtre polaritzador, però amb l'addició dels quatre membres de la banda. Aquesta foto es va fer amb una pel·lícula fotogràfica infraroja donant a les fulles un to clar i al cel blau un to molt fosc.